# Heinrich Loibl
Heinrich Loibl (* 8. April 1853 in Roding in der Oberpfalz; † 10. Januar 1921) war ein deutscher Verwaltungsjurist, als Bezirksamtmann Leiter des Bezirksamtes Griesbach und stellvertretender Regierungspräsident in der Oberpfalz.

## Leben
Nach dem Abschluss seines Studiums der Rechtswissenschaften kam Heinrich Loibl 1877 als Akzessist zur Kammer des Innern bei der Regierung der Oberpfalz. 1870 erhielt er eine Anstellung als Assessor beim Bezirksamt Neustadt an der Saale, musste jedoch bereits nach kurzer Zeit krankheitshalber beurlaubt werden. Im Mai 1881 zunächst versuchsweise wieder bei der Regierung der Oberpfalz eingesetzt, kam er im April 1882 zum Bezirksamt Wasserburg, 1890 wechselte er von der Kommunal- in die Staatsverwaltung und wurde Assessor bei der Regierung von Niederbayern. Für nur kurze Zeit war er Bezirksamtmann in Griesbach im Rottal, weil er dort aus Krankheitsgründen in den zeitlich befristeten Ruhestand versetzt wurde. 1896 als Bezirksamtmann bei der Regierung von Niederbayern eingesetzt, wurde er zum 1. April 1899 Regierungsrat bei der Regierung der Oberpfalz. 1905 kam er als Rat zum Bayerischen Verwaltungsgerichtshof. Von August 1914 an als Hauptmann der Landwehr beim Bezirkskommando München tätig, folgte im Jahr darauf die Ernennung zum Regierungsdirektor bei der Regierung von Mittelfranken, wo er zum 30. August 1915 seinen Dienst als Direktor der Kammer des Innern antrat. Loibl war zugleich Vertreter des Regierungspräsidenten Julius von Blaul.
Zum Jahresbeginn 1920 wurde er in den Ruhestand verabschiedet. Bereits im folgenden Jahr verstarb er im Alter von 67 Jahren. Er wurde in der Familiengrabstätte seiner Ehefrau Josefine geborene Klemm (1858–1926) auf dem Friedhof in Rosenheim beigesetzt.